# エッジウェア・ロード駅
エッジウェア・ロード駅（エッジウェア・ロードえき、英語: Edgware Road station）は、ロンドン、エッジウェア・ロードにあるロンドン地下鉄サークル線、ディストリクト線、ハマースミス&シティー線の駅である。
ベーカール線のエッジウェア・ロード駅は、メリルボーン・ロードを挟んで150メートル離れている。トラベルカード・ゾーンは1に属している。
よくノース・ロンドンにある エッジウェア駅と混同される。 

## 歴史
当駅は1863年1月10日、メトロポリタン鉄道パディントン・ファリンドン間の開通に伴って開業した駅であり、世界で初めて開業した地下鉄の一部でもある。
2005年7月7日、当駅を含む3ヶ所の駅とバス3台が爆破されたロンドン同時爆破事件が起きた。容疑者の一人であるモハメド・サディク・カーンが午前8時50分頃、当駅を発車したサークル線西行き方面の列車内で爆弾を爆発させた。このテロによって6人の乗客が当駅で死亡した。
2011年に放映されたNew Tricksシーズン8のEnd of the Lineで当駅が使用された。

## バス路線
ロンドンバスの18、27、205、系統と深夜バスのN18、N205系統が当駅の周辺から発着する。

## 隣の駅
ロンドン交通局
ロンドン地下鉄
■サークル線
パディントン駅 - エッジウェア・ロード駅 - ベイカー・ストリート駅 または 終点
■ディストリクト線
エッジウェア・ロード支線
パディントン駅 - エッジウェア・ロード駅
■ハマースミス&シティー線
パディントン駅 - エッジウェア・ロード駅 - ベイカー・ストリート駅